# Bundesregierung Faymann II
Die Bundesregierung Faymann II, eine Koalitionsregierung der Sozialdemokratischen Partei Österreichs (SPÖ) mit der Österreichischen Volkspartei (ÖVP), wurde am 16. Dezember 2013 von Bundespräsident Heinz Fischer ernannt und angelobt. Zum Bundeskanzler wurde erneut Werner Faymann (SPÖ), zum Vizekanzler erneut Michael Spindelegger (ÖVP) ernannt. Am 1. September 2014, am 26. Jänner 2016 und am 21. April 2016 wurde die Regierung umgebildet.
Am 9. Mai 2016 erklärte Werner Faymann seinen sofortigen Rücktritt und den Rückzug aus allen politischen Funktionen. Der Bundespräsident betraute noch am gleichen Tag Vizekanzler Reinhold Mitterlehner mit der geschäftsführenden Fortführung der Geschäfte des Bundeskanzlers.
Mit der Angelobung von Christian Kern durch den Bundespräsidenten am 17. Mai 2016 – in der noch laufenden Gesetzgebungsperiode des Nationalrats – ging die Regierung Faymann, ministeriell bis zum Tag danach unverändert, in der Bundesregierung Kern auf.

## Regierungsbildung
Trotz Verlusten beider Regierungsparteien SPÖ und ÖVP bei der Nationalratswahl 2013 konnte die SPÖ den ersten Platz halten. So erhielt der SPÖ-Vorsitzende und bisherige Bundeskanzler Faymann am 9. Oktober von Bundespräsident Fischer den Auftrag, eine Regierung zu bilden.
Die SPÖ hätte auch mit der FPÖ die absolute Mehrheit im Nationalrat gehabt: 92 Mandate, das Minimum. Faymann schloss die Koalition mit den Freiheitlichen jedoch von vornherein aus. Politiker der ÖVP brachten eine Koalition aus ÖVP, FPÖ und Team Stronach ins Spiel; diese Möglichkeit wurde allerdings nicht weiter verfolgt. Stattdessen genehmigten am 14. Oktober die Gremien von SPÖ und ÖVP die Aufnahme von Koalitionsverhandlungen miteinander.
Diese dauerten, von Medien skeptisch verfolgt, zwei Monate, bis Faymann und Spindelegger am 12. Dezember 2013 in einer Pressekonferenz bekannt gaben, ein Regierungsprogramm erarbeitet zu haben. Am selben Abend wurden parteiintern Personalentscheidungen getroffen.

## Zusammensetzung
Das SPÖ-Regierungsteam blieb, abgesehen vom Ausscheiden von Unterrichtsministerin Claudia Schmied, personell weitgehend unverändert. Die bisher im Bundeskanzleramt angesiedelte Frauenministerin Gabriele Heinisch-Hosek übernahm das Unterrichtsressort, in das die Frauenagenden mit 1. März 2014 transferiert wurden, wobei sich der Name des Ressorts änderte. Im Gegenzug wurden am gleichen Tag die Bereiche Kunst und Kultur vom bisherigen Unterrichtsministerium ins Bundeskanzleramt transferiert, wo Josef Ostermayer sie als neuer Minister im Bundeskanzleramt zu betreuen hatte.
In der ÖVP-Ministerriege wurde stark umgebaut: Der Vizekanzler und bisherige Außenminister Michael Spindelegger übernahm von der ausgeschiedenen Maria Fekter das Finanzministerium; ihm folgte Sebastian Kurz als neuer Außenminister nach; seit 1. März enthielt der Name des Ministeriums auch die schon zuvor von Kurz betreute Integration (von Zuwanderern). Als neuer Justizminister fungierte an Stelle von Beatrix Karl der Strafrechtsprofessor Wolfgang Brandstetter, Andrä Rupprechter wurde statt Nikolaus Berlakovich Landwirtschafts- und Umweltminister.
Das bisher von Karlheinz Töchterle geleitete Wissenschaftsministerium wurde in das Wirtschaftsministerium integriert, dessen Leitung weiterhin Reinhold Mitterlehner innehatte; eine medial heftig kritisierte ÖVP-Entscheidung, gegen die die SPÖ keinen Einwand erhob.
Für die Jugend- und Familienagenden, die bisher zum Wirtschaftsministerium gehörten, wurde mit 1. März 2014 das neue Bundesministerium für Jugend und Familie unter Leitung von Sophie Karmasin errichtet.
Zu diesen Kompetenzverschiebungen wurde das Bundesministeriengesetz geändert. Bis zum Inkrafttreten dieser Änderung bestanden die Ressorts der Bundesregierung Faymann I mit den bisherigen Kompetenzen weiter. Die Zusammensetzung der am 16. Dezember 2013 ernannten Regierung wurde auf der Website des Bundeskanzleramts publiziert.
Am 29. Jänner 2014 beschloss der Nationalrat mit den Stimmen der Regierungsparteien die Abänderung des Bundesministeriengesetzes, die mit 1. März in Kraft trat. Die Opposition lehnte die Kompetenzverschiebungen geschlossen ab.

### Regierungsumbildungen 2014 und 2016
Nach dem Tod von Nationalratspräsidentin Barbara Prammer am 2. August 2014 wurde bekanntgegeben, dass die bisherige Infrastrukturministerin Doris Bures ihr an der Spitze des Nationalrates nachfolgt. Am 25. August 2014 wurde dies vom SPÖ-Parteivorstand beschlossen, ebenso das Nachrücken Alois Stögers als Infrastrukturminister und Sabine Oberhausers als Gesundheitsministerin.
Michael Spindelegger kündigte am 26. August 2014 an, aus allen Regierungs- und ÖVP-Funktionen auszuscheiden.
Am gleichen Abend wurde Wirtschaftsminister Reinhold Mitterlehner zu seinem Nachfolger als designierter ÖVP-Chef und Vizekanzler bestimmt. Mitterlehner kündigte an, nicht Finanzminister werden zu wollen.

Am 31. August wurden Hans Jörg Schelling als neuer Finanzminister und Harald Mahrer als Staatssekretär im Wirtschaftsministerium präsentiert. Im Gegenzug räumte Jochen Danninger seinen Posten als Finanzstaatssekretär. Staatssekretärin Sonja Steßl wechselte vom Finanzministerium in das Kanzleramt, um Kanzler Faymann bei Parlamentsterminen vertreten zu können; dies war nur möglich, wenn sie im Bundeskanzleramt amtierte.
Die Angelobung der neuen Minister fand am 1. September 2014 in der Hofburg statt.
Am 26. Jänner 2016 schied Rudolf Hundstorfer aus der Regierung aus, da er bei der Bundespräsidentenwahl im Frühjahr 2016 kandidierte. Die beiden SPÖ-Minister Alois Stöger und Gerald Klug „rückten daher nach“, Hans Peter Doskozil wurde von Bundespräsident Heinz Fischer neu in die Regierung berufen.
Zu einer weiteren kleineren Regierungsumbildung kam es am 21. April 2016, als Johanna Mikl-Leitner als Innenministerin aus der Regierung ausschied und durch den niederösterreichischen Finanzreferenten Wolfgang Sobotka, ebenfalls von der ÖVP, ersetzt wurde.

### Übersicht
| Amt                                                          | Foto | Name                                                                | Partei | Partei                            | Staatssekretär                        | Partei | Partei |
| ------------------------------------------------------------ | ---- | ------------------------------------------------------------------- | ------ | --------------------------------- | ------------------------------------- | ------ | ------ |
| Bundeskanzler                                                |      | Werner Faymann am 9. Mai 2016 zurückgetreten                        |        | SPÖ                               | Sonja Steßl ab 1. September 2014      |        | SPÖ    |
| Bundeskanzler                                                |      | Reinhold Mitterlehner ab 9. Mai 2016 mit der Wahrnehmung beauftragt |        | ÖVP                               | Sonja Steßl ab 1. September 2014      |        | SPÖ    |
| Vizekanzler                                                  |      | Michael Spindelegger bis 1. September 2014                          |        | ÖVP                               |                                       |        |        |
| Vizekanzler                                                  |      | Reinhold Mitterlehner ab 1. September 2014                          |        | ÖVP                               |                                       |        |        |
| Europa, Integration und Äußeres                              |      | Sebastian Kurz                                                      |        | ÖVP                               |                                       |        |        |
| Inneres                                                      |      | Johanna Mikl-Leitner bis 21. April 2016                             |        | ÖVP                               |                                       |        |        |
| Inneres                                                      |      | Wolfgang Sobotka ab 21. April 2016                                  |        | ÖVP                               |                                       |        |        |
| Justiz                                                       |      | Wolfgang Brandstetter                                               |        | Parteilos (von der ÖVP nominiert) |                                       |        |        |
| Finanzen                                                     |      | Michael Spindelegger bis 1. September 2014                          |        | ÖVP                               | Sonja Steßl bis 1. September 2014     |        | SPÖ    |
| Finanzen                                                     |      | Hans Jörg Schelling ab 1. September 2014                            |        | ÖVP                               | Jochen Danninger ab 1. September 2014 |        | ÖVP    |
| Familien und Jugend                                          |      | Sophie Karmasin                                                     |        | Parteilos (von der ÖVP nominiert) |                                       |        |        |
| Arbeit, Soziales und Konsumentenschutz                       |      | Rudolf Hundstorfer bis 26. Jänner 2016                              |        | SPÖ                               |                                       |        |        |
| Arbeit, Soziales und Konsumentenschutz                       |      | Alois Stöger ab 26. Jänner 2016                                     |        | SPÖ                               |                                       |        |        |
| Land- und Forstwirtschaft, Umwelt und Wasserwirtschaft       |      | Andrä Rupprechter                                                   |        | ÖVP                               |                                       |        |        |
| Landesverteidigung                                           |      | Gerald Klug bis 26. Jänner 2016                                     |        | SPÖ                               |                                       |        |        |
| Landesverteidigung                                           |      | Hans Peter Doskozil ab 26. Jänner 2016                              |        | SPÖ                               |                                       |        |        |
| Verkehr, Innovation und Technologie                          |      | Doris Bures bis 1. September 2014                                   |        | SPÖ                               |                                       |        |        |
| Verkehr, Innovation und Technologie                          |      | Alois Stöger bis 26. Jänner 2016                                    |        | SPÖ                               |                                       |        |        |
| Verkehr, Innovation und Technologie                          |      | Gerald Klug ab 26. Jänner 2016                                      |        | SPÖ                               |                                       |        |        |
| Bildung und Frauen                                           |      | Gabriele Heinisch-Hosek                                             |        | SPÖ                               |                                       |        |        |
| Wissenschaft, Forschung und Wirtschaft                       |      | Reinhold Mitterlehner                                               |        | ÖVP                               | Harald Mahrer ab 1. September 2014    |        | ÖVP    |
| Gesundheit                                                   |      | Alois Stöger bis 1. September 2014                                  |        | SPÖ                               |                                       |        |        |
| Gesundheit                                                   |      | Sabine Oberhauser ab 1. September 2014                              |        | SPÖ                               |                                       |        |        |
| Kanzleramtsminister für Kunst, Kultur, Verfassung und Medien |      | Josef Ostermayer                                                    |        | SPÖ                               |                                       |        |        |

## Ausgeschiedene Regierungsmitglieder
- Michael Spindelegger, Vizekanzler und Bundesminister für Finanzen (bis 1. September 2014)
- Doris Bures, Bundesministerin für Verkehr, Innovation und Technologie (bis 1. September 2014; dann Präsidentin des Nationalrates)
- Jochen Danninger, Staatssekretär im Bundesministerium für Finanzen (bis 1. September 2014)
- Rudolf Hundstorfer, Bundesminister für Arbeit, Soziales und Konsumentenschutz (bis 26. Jänner 2016; Kandidat für die Wahl des Bundespräsidenten im Frühjahr 2016)
- Johanna Mikl-Leitner, Bundesministerin für Inneres (bis 21. April 2016; danach Landesrätin und Landeshauptmann-Stellvertreterin in Niederösterreich)
- Werner Faymann, Bundeskanzler (bis 9. Mai 2016)

## Aufgabenreform- und Deregulierungskommission
Mit 13. Juni 2014 wurde von der Regierung eine Aufgabenreform- und Deregulierungskommission (ADK) ins Leben gerufen. Ihre Aufgabe war es, Konzepte für einen effizienten und zeitgemäßen Verwaltungsapparat auszuarbeiten. Bis Ende des Jahres 2014 sollten erste Umsetzungsvorschläge vorliegen, die in eine politische Diskussion und schließlich zu Entscheidungen und Beschlüssen führen sollten. Im September 2014 wurde ein erster Bericht der ADK veröffentlicht.
Die Kommission wurde von den beiden Vorsitzenden Rudolf Thienel und Clemens Jabloner geleitet. Es gab weitere zwölf Mitglieder, darunter zwei Unternehmerinnen, mehrere Sektionschefs aus verschiedenen Ministerien (u. a. Manfred Matzka und Matthias Tschirf) sowie die Landesamtsdirektoren des Burgenlands, von Niederösterreich, Salzburg und von Wien.
Das geplante Amt der Bundesregierung wurde nicht realisiert.